# Жонкиер

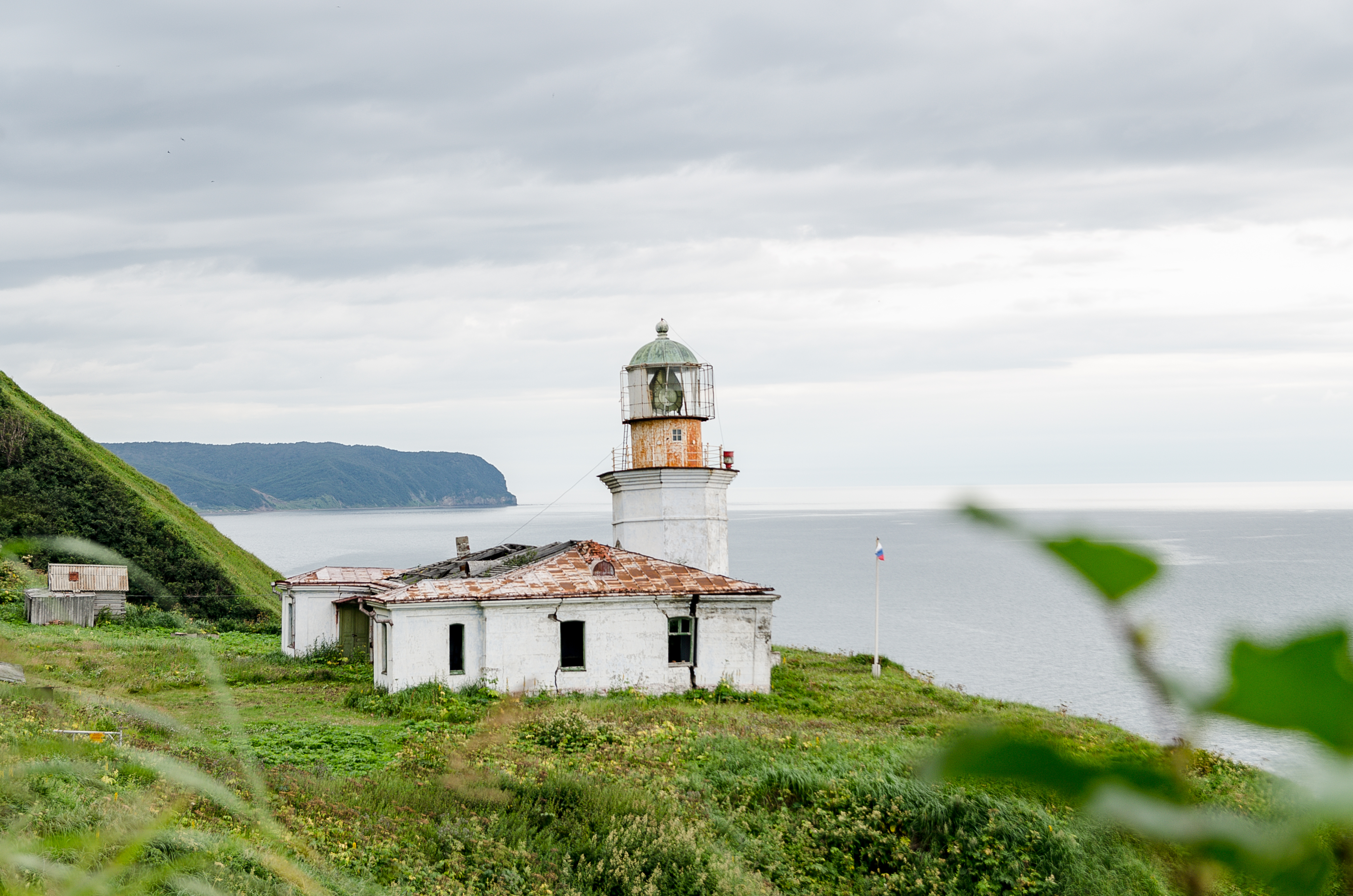
Маяк на мысе Жонкьер

Жонкиер (также Жонкьер) — мыс на западном берегу острова Сахалин, административно относится к Александровск-Сахалинскому району Сахалинской области России.
Мыс расположен в центральной части западного побережья Сахалина на 51-й параллели северной широты менее чем в километре к юго-западу от города Александровск-Сахалинский. Представляет собой вдающуюся на несколько сотен метров в воды Татарского пролива скалу высотой до 171,7 метра. Напротив мыса в проливе лежат скалы Три Брата, ставшие символом Александровска-Сахалинского и изображённые на его гербе и флаге. Название дано французским мореплавателем Жаном-Франсуа де Лаперузом в 1787 году в честь Жака-Пьера Жонкьера — французского адмирала, генерал-губернатора Новой Франции (французских владений в Северной Америке в 1534—1763 годы). Валентин Пикуль в романе «Каторга» так описывает происхождение этого названия:
Когда Лаперуз проплывал мимо черного мыса (где позже светил кораблям маяк «Жонкьер»), он воскликнул, обращаясь к спутнику:
— Мичман де ла Жонкьер, вот мыс вашего имени…
Напротив Сахалина он отыскал удобную бухту.
— Лейтенант де Кастри, вот залив вашего имени….Валентин Пикуль
В 1897 году на мысе Жонкиер был построен действующий и в наше время маяк. Каторжники Александровского поста в 1880—1883 прорубили в скале мыса к маяку тоннель. В конце 2011 года службой «Заказчик» ЖКХ городского округа «Александровск-Сахалинский район» был объявлен тендер «Капитальный ремонт тоннеля на мысе Жонкиер» с лимитом финансирования в 2 100 000 рублей.
Кроме Пикуля мыс Жонкиер упоминается в романе А. П. Чехова «Остров Сахалин»:
Вправо темною тяжелою массой выдается в море мыс Жонкьер, похожий на крымский Аю-Даг; на вершине его ярко светится маяк, а внизу, в воде, между нами и берегом стоят три остроконечных рифа — «Три брата». И всё в дыму, как в аду..Антон Чехов
Фотография мыса присутствует в книге Власа Михайловича Дорошевича «Сахалин (Каторга)».